# 마 레이니, 그녀가 블루스
《마 레이니, 그녀가 블루스》(영어: Ma Rainey's Black Bottom)는 2020년 개봉한 미국의 드라마 영화이다. 오거스트 윌슨이 1세대 블루스 가수 마 레이니를 주제로 쓴 1982년 동명 희곡을 영화화한 것으로, 루빈 산티아고허드슨이 각색을, 조지 C. 울프 감독이 연출을 했으며, 덴절 워싱턴이 제작에 참여했다. 바이올라 데이비스, 채드윅 보즈먼이 출연하며, 보즈먼이 2020년 8월에 사망함에 따라 그의 유작이 되었다.

## 줄거리
1927년 7월 2일. "블루스의 어머니"라는 호칭까지 붙은 블루스 가수 마 레이니(바이올라 데이비스 분)는 백인 음반 제작자들과 계약하고 시카고의 파라마운트 레코즈 스튜디오에서 조지아 재즈 밴드(Georgia Jazz Band)와 함께 “Ma Rainey’s Black Bottom" 등을 녹음한다.
마 레이니는 계속 까다로운 요구들을 해대는데, 후에 실은 일부러 강하게 나가는 거라고 밴드 멤버 커틀러(콜먼 도밍고 분)에게 털어놓는다. 백인 제작자들은 오로지 돈을 벌어다줄 자신의 목소리에만 관심이 있으며 실제로는 자신을 길거리의 개만도 못한 존재로 여기고 있음을 알기 때문이다.
밴드 트럼펫 연주자 레비 그린(채드윅 보즈먼 분)은 독자 녹음 계약을 노리고 제작자 멜 스터비밴트에게 자작곡 악보들을 넘긴 상태다. 레비는 밴드 동료들에게 과거 어머니가 백인들에게 집단성폭행을 당했으며 아버지는 그중 넷을 죽이며 복수했지만 붙잡혀 고문 당한 끝에 불태워졌다는 얘기를 들려준다.
녹음이 끝나자 마 레이니는 빗나간 야심과 부주의한 언사로 불화를 일으키는 레비를 해고한다. 이어 레비는 멜 스터비밴트가 자신의 노래를 구입할 의향만 있고 녹음 기회를 줄 생각은 없다는 걸 알게 된다. 음반사에 한 명(마 레이니) 이상의 흑인을 들일 수는 없기 때문이다. 마침 밴드 멤버 털리도(글린 터먼 분)가 자신의 새 구두를 밟자 레비는 털리도를 찔러 죽이며 분풀이를 한다.
후에 멜 스터비밴트는 레비가 만든 노래를 전원 백인으로 구성된 밴드(폴 화이트먼 밴드)와 녹음한다.

## 출연진
- 바이올라 데이비스 - 마 레이니 역
- 채드윅 보즈먼 - 레비 그린 역
- 글린 터먼 - 털리도 역
- 콜먼 도밍고 - 커틀러 역
- 마이클 포츠 - 슬로 드래그 역
- 테일러 페이지 - 더시 메이 역
- 조니 코인 - 멜 스터디밴트 역
- 제러미 셰이머스 - 어빈 역
- 두산 브라운 - 실베스터 역
- 조슈아 하토 - 경찰관 역

## 수상
- 2020년 제46회 LA 비평가 협회상 수상 남우주연상 (채드윅 보즈먼), 조연상 (글린 터먼)
- 2020년 제33회 시카고 비평가 협회상 수상 남우주연상 (채드윅 보즈먼)
- 2021년 제93회 아카데미 시상식 수상 의상상 (앤 로스), 분장상 (세르지오 로페스리베라 외 2명)